# Euterpe longibracteata
Euterpe longibracteata ist eine in Südamerika heimische Palmenart aus der Gattung Euterpe.

## Merkmale
Euterpe longibracteata ist eine einzelstämmige Palme, selten auch mehrstämmig. Der Stamm ist aufrecht, 5 bis 15 (selten bis 20) m hoch bei 5 bis 8 cm Durchmesser. An der Basis besitzt der Stamm einen Kegel aus orangen bis roten Adventivwurzeln, die 0,5 bis 1,5 m lang sind. 
Die Krone besteht aus 8 bis 9 Blättern. Die Blattscheide ist 0,8 bis 1,5 m lang, grün mit verstreuten, rötlich-braunen, wolligen Schuppen. Der Blattstiel ist 19 bis 41 cm lang, die Rhachis 2,5 bis 3 m. An jeder Seite stehen 70 bis 79 Fiederblättchen, die eine deutliche Mittelrippe und zwei seitliche Adern haben. Das basale Fiederblättchen ist 39 bis 45 cm lang, die mittleren 52 bis 59 cm, das endständige 14 bis 21 cm lang. 
Der Blütenstand steht zwischen den Blättern, zur Blütezeit steht er horizontal. Der Blütenstandsstiel ist 6 bis 10 cm lang. Das Vorblatt ist 45 bis 65 cm lang, das Hochblatt am Blütenstandsstiel ist 60 bis 68 cm lang. Die Blütenstandsachse ist 11 bis 36 cm lang, an ihr sitzen rund 60 Seitenzweige von 21 bis 45 cm Länge. Die Blüten stehen in Triaden fast bis zur Spitze der Seitenzweige. 
Die männlichen Blüten sind bis 5,5 mm lang. Die Kelchblätter sind breit oval, bis 2 mm lang und bewimpert. Die Kronblätter sind oval, 5 mm lang, die Staubblätter stehen an einem kurzen Receptaculum. Das Stempelrudiment ist rund 2 mm lang und an der Spitze tief dreilappig. Die weiblichen Blüten sind bis 3 m lang. Die Kelch- und die Kronblätter sind breit oval, 2,5 mm lang und fein gewimpert. 
Die Früchte sind kugelig bei einem Durchmesser von 1 bis 1,2 cm. Der Narbenrest ist deutlich sichtbar und steht seitlich. Das Exokarp ist purpur-schwarz und fein höckerig. Die Samen sind kugelig, das Endosperm homogen.

## Verbreitung und Standorte
Die Art kommt in Venezuela, Guyana und Brasilien vor. Sie wächst in Tieflandwäldern vor, meist auf terra firme, seltener auch in regelmäßig überfluteten Gebieten. Sie kommt sympatrisch mit Euterpe precatoria und in manchen Gebieten auch mit Euterpe oleracea vor. 

## Taxonomie
Euterpe longibracteata wurde 1875 von João Barbosa Rodrigues in Enumeratio Palmarum Novarum ... Seite 17 erstbeschrieben.

## Belege
- Andrew Henderson, Gloria Galeano: Euterpe, Prestoea, and Neonicholsonia (Palmae: Euterpeinae). In: Flora Neotropica, Band 72, New York Botanical Garden Press, New York 1996, S. 1–90. (JSTOR)